# Paul Guilfoyle
Paul Vincent Guilfoyle (28 de abril de 1949) é um ator americano de cinema e televisão. Tornou-se muito conhecido por ter interpretado regularmente o papel do capitão Jim Brass, um dos membros da série CSI: Crime Scene Investigation, cujo tema é a ciência forense, entre 2000 e 2014.

## Biografia
Guilfoyle nasceu em Canton, Boston, Massachusetts. Freqüentou a Boston College High School e discursou na formatura em 2005. Guilfoyle matriculou-se na Universidade Lehigh em 1968, e graduou-se em Yale em 1977, com ênfase em economia. Estudou no Actor's Studio, construindo uma substancial reputação teatral na Broadway, que inclui 12 anos com a Companhia Teatral de Boston, aparecendo em The Basic Training of Pavlo Hummel, de David Rabe, com Al Pacino, e em Glengarry Glen Ross, de David Mamet.

### Vida profissional
Guilfoyle apareceu em Howard the Duck, e em um dos primeiros episódios de Crime Story, interpretando um criminoso que faz um refém e troca tiros com a MCU. Ele se tornou um ator característico do cinema policial, especializando-se tanto em papéis contra, quanto a favor da lei.
Suas mais notáveis interpretações na televisão foram em Miami Vice, Law & Order, New York Undercover e Ally McBeal. Atuou em diversos filmes por mais de três décadas, sendo os mais notáveis Three Men and a Baby, Wall Street, Celtic Pride, Beverly Hills Cop II, Quiz Show, Hoffa, Mrs. Doubtfire, Air Force One, Striptease, Amistad, 
The Negotiator, Extreme Measures, Session 9, Primary Colors e L.A. Confidential.
Guilfoyle também apareceu no videoclipe da canção Broken Wings, de Alter Bridge, e no filme original da HBO Live from Baghdad.
Seu trabalho mais conhecido, porém, é na série CSI: Crime Scene Investigation, onde interpretou o capitão da LVPD, Jim Brass, durante 14 anos.
Em 2017 Guilfoyle faz uma participação especial na série americana "Blindspot" transmitida pela NBC, na Temporada 3 episódio 4 "Gunplay Ricochet".

### Vida pessoal
Guilfoyle mora em New York City com sua esposa, a coreógrafa Lisa Giobbi, e sua filha Snowden.

## Carreira
- Next Door (1975)
- The Murderer (1976) .... Brock
- Ephraim McDowell's Kentucky Ride (1981) (TV)
- Roanoak (1986) (TV)
- Howard the Duck (1986) .... Lieutenant Welker
- Billy Galvin (1986) .... Nolan
- Crime Story .... Gunman (1 episódio, 1986)
- Spenser: For Hire .... Ross Bates (1 episódio, 1987)
- Beverly Hills Cop II (1987) .... Nikos Thomopolis
- Three Men and a Baby (1987) .... Vince
- Wall Street (1987) .... Stone Livingston
- Kate & Allie .... Benny Rinaldi (1 episódio, 1988)
- The Serpent and the Rainbow (1988) .... Andrew Cassedy
- Internal Affairs (1988) (TV) .... The Watcher
- Wiseguy .... Calvin Hollis (3 episódios, 1988)
- Kojak: Fatal Flaw (1989) (TV)
- Unsub .... Joe (1 episode, 1989)
- Miami Vice .... John Baker  ... (2 episódios, 1987-1989)
- Big Time (1989) (TV) .... Ted
- Dealers (1989) .... Lee Peters
- The Local Stigmatic (1990) .... Ray
- Cadillac Man (1990) .... Little Jack Turgeon
- Curiosity Kills (1990) (TV) .... Ortley
- Law & Order .... Anthony Scalisi (1 episódio, 1990)
- Unnatural Pursuits (1991)
- True Colors (1991) .... John Laury
- The Great Pretender (1991) (TV) .... Martin Brinkman
- Darrow (1991) (TV) .... Bert Franklin
- Civil Wars (1 episódio, 1991)
- Notorious (1992) (TV)
- Final Analysis (1992) .... Mike O'Brien
- Those Secrets (1992) (TV) .... Leonard
- Unnatural Pursuits (1992) (TV) ...
- Dead Ahead: The Exxon Valdez Disaster (1992) (TV) .... McCall
- Hoffa (1992) .... Ted Harmon
- Naked in New York (1993) .... Roman, Jake's Father
- Anna Lee: Headcase (1993) (TV) .... Dr. Frank
- Class of '61 (1993) (TV)
- The Night We Never Met (1993) .... Sparrow's Nest Salesman
- Fallen Angels .... Steve Prokowski (1 episódio, 1993)
- Mrs. Doubtfire (1993) .... Chefe Head
- Mother's Boys (1994) .... Mark Kaplan
- Amelia Earhart: The Final Flight (1994) (TV) .... Paul Mantz
- Little Odessa (1994) .... Boris Volkoff
- Quiz Show (1994) .... Lishman
- M.A.N.T.I.S. .... Michael Rompath (one episode, 1994)
- Cafe Society (1995) .... Anthony Liebler
- Looking for Richard (1996) .... 2º assassino
- Un divan à New York (1996) .... Dennis
- September (1996) (TV) .... Conrad
- Celtic Pride (1996) .... Kevin O'Grady
- Heaven's Prisoners (1996) .... Det. Magelli
- Central Park West .... Detective (2 episódios, 1996)
- Striptease (1996) .... Malcolm Moldovsky
- Manny & Lo (1996) .... Country House Owner
- The Burning Zone .... Dr. Arthur Glyndon (1 episódio, 1996)
- Extreme Measures (1996) .... Dr. Jeffrey Manko
- Night Falls on Manhattan (1996) .... McGovern
- Ransom (1996) .... Wallace
- Peppermills (1997) .... Dono do Restaurante
- New York Undercover .... Arthur Pratt / ... (2 episódios, 1994-1997)
- L.A. Confidential (1997) .... Mickey Cohen
- Path to Paradise: The Untold Story of the World Trade Center Bombing. (1997) (TV) .... Lou Napoli
- Air Force One (1997) .... Chief of Staff Lloyd 'Shep' Shepherd
- Amistad (1997) .... Attorney
- Ally McBeal .... Harold Lane (1 episódio, 1998)
- Primary Colors (1998) .... Howard Ferguson
- The Negotiator (1998) (não-creditado) .... Nathan Roenick
- One Tough Cop (1998) .... Frankie 'Hot' Salvino
- Exiled: A Law & Order Movie (1998) (TV) .... Detetive Sammy Kurtz
- In Dreams (1999) .... Detetive Jack Kay
- Entropy (1999/I) .... Andy
- Anywhere But Here (1999) .... George Franklin
- Random Hearts (1999) .... Dick Montoya
- Blessed Art Thou (2000) .... Francis
- Company Man (2000) .... Hickle
- Now and Again .... Ed Bernstadt (1 episódio, 2000)
- Secret Agent Man .... Roan Brubeck (9 episódios, 2000)
- Hemingway, the Hunter of Death (2001) .... Alex Smith
- Night Visions .... John (1 episódio, 2001)
- Session 9 (2001) .... Bill Griggs
- Pharaoh's Heart (2002) .... Angelo
- Live from Baghdad (2002) (TV) .... Ed Turner
- CSI: Crime Scene Investigation (2003) (VG) (voz) .... L.V.P.D Capt. Jim Brass
- Coyote Waits (2003) (TV) .... Jay Kennedy, FBI
- CSI: Crime Scene Investigation - Dark Motives (2004) (VG) (voz) .... LVPD Capt. Jim Brass
- Tempesta (2004) .... Taddeo Rossi
- Justice League Unlimited .... Travis Morgan (1 episode, 2005)
- CSI: 3 Dimensions of Murder (2006) (VG) (voz) .... LVPD Capt. Jim Brass
- CSI: Crime Scene Investigation - Hard Evidence (2007) (VG) (voz) .... Capt. Jim Brass
- Prototype (2009) (VG) (voz) .... Dr. Raymond McMullen
- CSI: Crime Scene Investigation .... Capitão Jim Brass (2000–2014)
- Spotlight (2015) .... Peter Conley
- Colony (2015)
- Blindspot (2017) ... Rosmond Ott (1 do, 2017)
- CSI: Vegas : Jim Brass (2021)